# Olimpijski komite Kosova
Olimpijski komite Kosova (albansko Komiteti Olimpik i Kosovës, srbsko Олимпијски комитет Косова / Olimpijski komitet Kosova) skrbi za udeležbo kosovskih športnikov na Olimpijskih igrah. Uradno je bil ustanovljen leta 1992, polnopravni član Mednarodnega olimpijskega komiteja pa je postal 9. decembra 2014.
Kosovo je sodelovalo na Evropskih igrah leta 2015, ki so potekale v Bakuju, v Azerbajdžanu, in na Poletnih olimpijskih igrah leta 2016, ki so potekale v Riu de Janeiru, v Braziliji. Judoistka Majlinda Kelmendi je postala prva kosovska športnica, ki je osvojila medaljo, ko je v Riu osvojila zlato medaljo v ženskem judu do 52 kg. Leta 2018 je bil Komite prvič prisoten na Zimskih olimpijskih igrah, ki so potekale v Pjongčangu v Južni Koreji. Komite je zastopal smučar Albim Tahiri.
Paralimpijska federacija je še v načrtu.

## Zgodovina
Olimpijski komite Kosova (OCK) je bil uradno ustanovljen leta 1992. Administracija pod vodstvom Organizacije združenih narodov je pred tem ustanovila delovno skupino za pogajanja z Mednarodnim olimmpijskim komitejem, da bi kosovski športniki dobili dovoljenje za nastop na Olimpijskih igrah. Zaradi takšnega statusa niso kosovski športniki smeli tekmovati pod zastavo Kosova, vse do leta 2014. Tako je morala kosovska judoistka Majlinda Kelmendi na Poletnih olimpijskih igrah 2012 tekmovati za Albanijo. Kosovski športniki Srbske narodnosti so na igrah nastopali kot del Srbije in Črne gore ter Srbije.
Aprila 2013 sta srbski in kosovski parlament sklenila Bruselski sporazum. Oktobra 2014 je Mednarodni olimpijski komite priznal Olimpijski komite Kosova, 9. decembra istega leta pa je Olimpijski komite Kosova postal polnopravni član Mednarodnega Olimpijskega komiteja. V tem času država Kosovo ni bila članica OZN, vendar je prejela diplomatsko priznanje kot suverena država s strani 112 od 193 članic OZN. Leta 2016 je tako država Kosovo prvič sodelovala na Poletnih olimpijskih igrah v Riu de Janeiru. Prvo medaljo za Kosovo je osvojila judoistka Majlinda Kelmendi, v kategoriji ženski judo do 52 kg.
Pred sprejetjem MOK-a, so kosovski športniki od leta 2003 sodelovali na Specialni Olimpiadi. Organizacija Specialna Olimpiada Kosovo je bila ustanovljena za zagotavljanje podpore tem športnikom.
Kosovski športniki so leta 2005 sodelovali na 4. Svetovnih športnih igrah za majhne ljudi v Rambouilletu, v Franciji.